# 이고르 공

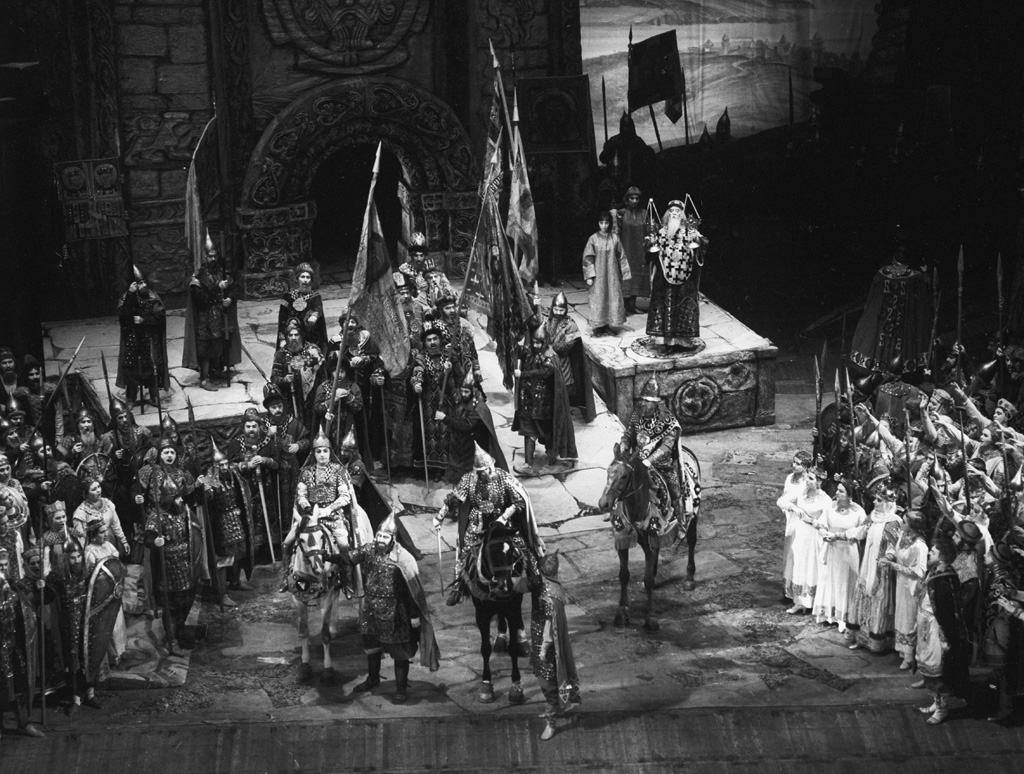

이고르 공(러시아어: Князь Игорь 크냐지 이고리[*])은 알렉산드르 보로딘이 작곡한, 서막이 있는 4막의 러시아어 오페라이다. 작곡가는 12세기 러시아 공 이고리 스브야토슬라비치와 플로베츠 부족과의 항쟁을 중점으로 그린, 동 슬라브의 서사시, 이고리 군기를 각색하여 대본을 작성하였다. 이 오페라는 1890년 11월 4일 상트페테르부르크의 마린스키 극장에서 초연되었다.
보로딘은 1887년의 죽음으로 이 오페라를 미완성으로 남겼다. 작곡과 관현악은 그 후, 니콜라이 림스키코르사코프와 알렉산드르 글라주노프에 완성되었다. 발간된 악보에 다르면, 림스키코르사코프는 서막과 1막, 2막, 4막과 3막 시작 부분의 플로베츠인 행진곡에서 작곡이 안 된 부분의 관현악 부분을 보충하였다.

## 등장인물
- 이고리 스브야토슬라비치, Seversk의 공; 바리톤
- 야로슬라바, 그의 두 번째 부인; 소프라노
- 발디미르 이고레비치, 첫 번째 부인에게서 얻는 아들; 테너
- 발디미르 야로슬라비치, Galich의 공, 야로슬라바 공주의 형제; 베이스
- 콘차크, 플로베츠인 Khan; 베이스
- 그차크, 플로베츠인 khan; 무음
- 손챠코브나, 콘차크의 딸; 알토
- Ovlur, 기독교인 플로베츠인; 테너
- 스툴라, 구독연주자; 테너
- 에로쉬카; 구독 연주자: 테너
- 야로슬라바의 유모; 소프라노
- 플로베츠인 아기싸; 소프라노
- 러시아 공주와 왕자들, 소년들, 늙은이들, 러시아 병사, 아가씨들, 사람들
- 플로베츠인 부족인들, 코차코브나의 여자 친구들, 콘차크 부족의 노예들, 러시아 죄수들, 플로베츠인 보초병들

## 줄거리

### 서막
- 이고리 공은 곧 플로베츠인의 콘차크 부족과의 전투에 임할 준비를 한다.

### 1막
- 1장: Galich 공의 앞뜰
- 2장:

### 2막
- 플로베츠인 진영지

### 3막
- 이고리 공은 자신의 도시에 공격이 온다는 것을 알고 탈출한다.

### 4막
- 이고리 공은 안전히 클레믈린(러시아어: Кремль) 시에 도착하고, 대환영을 받는다.

## 유명한 음악
- 이고리 공의 서곡
- 2막의 플로베츠인의 춤

## 같이 보기
- 쿠마니아

## 참고 문헌
- The Opera Goer's Complete Guide by Leo Melitz, 1921 version.
- Borodin, A. Le Prince Igor. Partition pour chant et piano. Edition M.P. Belaieff. (Russian, French, and German text.)
- The song Prince Igor by rapper Warren G.